# تي كومباني
تي كومباني Té Company هي شركة شاي وبيع بالتجزئة أمريكية، مقرها في مدينة نيويورك.
أسستها إلينا لياو في ديسمبر 2011، وتتخصص في الشاي التايواني.
بدأت الشركة في البداية باستيراد شاي أولونغ، ثم توسعت في الأنواع الأخري ومنها أوراق الشاي، وكذلك الخالي من الكافايين. ويتعاملون مع منتجي شاي تايوانيين.